# Carl-Oscar Smedmark
Carl-Oscar Smedmark, född den 12 juni 1867 i Varnhems socken, Skaraborgs län, död den 14 mars 1952 i Göteborg, var en svensk företagsledare. Han var brorson till Oscar Smedmark.
Smedmark genomgick Göteborgs handelsinstitut. Han blev verkställande direktör och disponent för Göteborgs Kamgarnsspinneri 1907. Smedmark var ledamot i ett flertal bolagsstyrelser, bland annat den för Lana Kamgarnsspinneri. Han blev riddare av Vasaorden 1933. Smedmark vilar på Östra kyrkogården i Göteborg.